# Earl Bostic
Earl Bostic   (Tulsa, 25 d'abril de 1913 - Rochester, 28 d'octubre de 1965) va ser un saxofonista alt de jazz americà i pioner del ritme i estil nord-americà de postguerra. Va tenir diversos èxits populars com "Flamingo", "Harlem Nocturne", "Temptation", "Sleep", "Special Delivery Stomp" i "Where or When", que van mostrar el seu característic grinyol en el corn. Va ser una influència important en John Coltrane.

## Carrera
Bostic va néixer el 1913 a Tulsa, Oklahoma. Es va convertir en professional als 18 anys quan es va unir als "Twelve Clouds of Joy" de Terence Holder. Bostic va realitzar el seu primer enregistrament amb Lionel Hampton a l'octubre de 1939, amb Charlie Christian, Clyde Hart i Big Sid Catlett. Abans, actuà amb Fate Marable amb embarcacions a la riba de Nova Orleans. Bostic es va graduar a la "Xavier University of Louisiana" de Nova Orleans. Va treballar amb bandes del territori i amb Arnett Cobb, Hot Lips Page, Rex Stewart, Don Byas, Charlie Christian, Thelonious Monk, Edgar Hayes, Cab Calloway i altres lluminàries del jazz. El 1938, i el 1944, Bostic va dirigir la "banda house a Smalls Paradise". Mentre tocava a "Small's Paradise", va actuar amb la guitarra i la trompeta. Durant els primers anys quaranta, va ser un respectat habitual a les famoses jam sessions celebrades a "Minton's Playhouse". Va formar la seva pròpia banda el 1945 i va realitzar els primers enregistraments amb el seu propi nom pel segell "Majestic". A finals dels anys quaranta va passar al ritme i al blues. Els seus grans èxits van ser "Temptation", "Sleep", "Flamingo", "You Go to My Head" i "Cherokee". En diversos moments, la seva banda incloïa Keter Betts, Jaki Byard, Benny Carter, John Coltrane, Teddy Edwards, Benny Golson, Blue Mitchell, Tony Scott, Cliff Smalls, Charles Thompson, Stanley Turrentine, Tommy Turrentine i altres músics que van augmentar el protagonisme, sobretot en el jazz.
El disc de Bostic's King, titulat "Jazz As I Feel", va comptar amb Shelly Manne a la bateria, Joe Pass a la guitarra i Richard "Groove" Holmes a l'orgue. Bostic va gravar "A New Sound" aproximadament un mes després, de nou amb Holmes i Pass. Aquests enregistraments van permetre que Bostic s'estengués més enllà del límit de tres minuts imposat pel format 45 RPM. Bostic es va mostrar satisfet amb les sessions, que posen de manifest el seu domini total del blues, però també van predisposar avenços musicals que van ser evidents després de l'obra de John Coltrane i Eric Dolphy.
Va escriure arranjaments per a Paul Whiteman, Louis Prima, Lionel Hampton, Gene Krupa, Artie Shaw, Hot Lips Page, Jack Teagarden, Ina Ray Hutton i Alvino Rey.
Entre els seus èxits de cançó, destaquen "Let Me Off Uptown", interpretada per Anita O'Day i Roy Eldridge, i "Brooklyn Boogie", que va comptar amb Louis Prima i membres dels "Brooklyn Dodgers".
L'èxit signat per Bostic, "Flamingo", es va gravar el 1951 i segueix sent el favorit entre els seguidors de "Carolina Beach Music" a Carolina del Sud, Carolina del Nord i Virgínia.
El 1953, Bostic i la seva orquestra van actuar pel famós novè concert de Cavalcada de Jazz celebrat a Wrigley Field a Los Angeles, el qual va ser produït per Leon Hefflin, Sr. el 7 de juny. Els seus "Jazzmen Mexicans", Shorty Rogers, Nat "King" Cole amb Velma Middleton i Louis Armstrong i els seus "All Stars".
Durant els primers anys 1950 Bostic va viure amb la seva dona a Addisleigh Park a St. Albans, Queens, a la ciutat de Nova York, on moltes altres estrelles del jazz van fer la seva llar. Després d'això es va traslladar a Los Angeles, on es va concentrar a escriure arranjaments després de patir un atac de cor. Va obrir el seu propi club de R&B a Los Angeles, conegut com el "Flying Fox".

## Mort
Bostic va morir el 28 d'octubre de 1965 a causa d'un atac de cor a Rochester, Nova York, mentre actuava amb la seva banda. Va ser enterrat al cementiri de Inglewood Park, al sud de Califòrnia, el 2 de novembre de 1965. Els honors del funeral van incloure els prestigiosos Slappy White i Louis Prima. Avui descansa sota un senzill marcador de pissarra negra inscrit amb el seu nom, dates de naixement / mort i un saxòfon solista, situat no gaire lluny d'altres lluminàries musicals com Chet Baker, Ray Charles i Ella Fitzgerald, que va néixer exactament quatre anys després de Earl. Bostic va ser introduït ai Saló de la Fama del Jazz (Oklahoma) el 1993.

## Estil i influència
Bostic va ser influenciat per Sidney Bechet i (segons James Moody) John Coltrane al seu torn va ser influenciat per Bostic. Coltrane va dir a la revista Down Beat, el 1960, que Bostic 
| « | <"em va mostrar moltes coses del corn. Té instal·lacions tècniques fabuloses en el seu instrument i sap molts trucs". Moody va mencionar que "Bostic coneixia el seu instrument per dins, per davant i cap per avall".> | » |

 Si hom escolta detingudament les fabuloses corals del temps d'aturada de Bostic i la seva estesa obra en solitari, les arrels de les "fulls de so" de Coltrane queden clares.
Els primers solos de jazz de Bostic tenen semblança amb les llargues línies de Benny Carter. Altres influències sobre Bostic inclouen la música de concert europea, el bebop i els sons associats a les seves arrels d'Oklahoma. Bostic va admetre que estava interessat en vendre discos i va arribar fins a escriure la seva nota popular de solos per a la seva nota per complaure els seus admiradors fans durant els concerts. Tot i això, Bostic sempre estava disposat a improvisar de manera brillant durant les seves actuacions en directe.
El virtuosisme de Bostic al saxòfon era llegendari i es fa evident en discos com "Up There in Orbit", "Earl's Imagination", "Apollo Theatre Jump", "All On", "Artistry de Bostic", "Telestar Drive", " Liza "," Lady Be Good "i" Tiger Rag ". Va ser famós com un bruixot sense iguals que va mantenir el seu contra Charlie Parker. El saxofonista alt Lou Donaldson va recordar veure que Parkic va ser cremat per Bostic durant una jam sessión a Minton's. Donaldson va dir que Bostic "era l'interpret de saxòfon més gran que he conegut mai. Bostic era a Minton's i Charlie Parker va entrar allà. Van tocar" Sweet Georgia Brown "o alguna cosa així, i va donar a Charlie Parker una lliçó de saxofon. Ara ho veuríeu, haurem corregut allà dalt i pensaríem que el traurem fora i li faria semblar un ximple. Perquè tocaria tres octaves més fort, més fort i més ràpid." Art Blakey Va remarcar que "Ningú no sabia més sobre el saxòfon que Bostic, vull dir tècnicament, i això inclou Bird. Treballar amb Bostic era com assistir a una universitat del saxofon. Quan Coltrane tocava amb Bostic, sé que va aprendre molt". Victor Schonfield va assenyalar que "... el seu major regal va ser la forma en què va comunicar a través del corn una alegria triomfant per actuar i ser, igual que Louis Armstrong i només alguns altres ho han fet." Va poder controlar el corn de baix A sense utilitzar el genoll en la gamma altissimo anys abans que altres saxofonistes es deurien vermells per perdre. Bostic va poder tocar melodies a la gamma altissimo amb una execució perfecta. Va poder tocar de meravella en qualsevol tecla en qualsevol moment, per sobre de qualsevol canvi. Benny Golson, que va anomenar Bostic "el millor tècnic que he escoltat mai a la meva vida", va mencionar que "podria començar des de la part inferior de la trompa i saltar-se les notes, veient-lo per la trompa com ho faria una guitarra. Fins i tot sabia què era la respiració circular, parlem de principis dels anys 50. Tenia innombrables maneres de tocar una nota en particular, podia doblar la llengua, la triple llengua, era increïble el que pogués fer i em va ajudar mostrant-me, moltes coses tècniques." Bostic va utilitzar una embocadura de Beechler amb un saxo tenor en el model de saxo alt del Committee Martin.
Bostic era un mestre del blues i va utilitzar aquesta habilitat en diversos escenaris musicals. Tot i que va gravar molts àlbums comercials, algunes de les notables excepcions basades en el jazz del segell King inclouen Bostic Rocks Hits of the Swing Age, Jazz As I Feel It i A New Sound. Composicions com "The Major and the Minor" i "Earl's Imagination" mostren un sòlid coneixement de l'harmonia. El 1951, Bostic va recórrer amb èxit a Dinah Washington al circuit R&B. Bostic sempre estava ben vestit i articulat durant les entrevistes. Les seves actuacions en directe van oferir una oportunitat per apartar-se dels seus esforços comercials i els que van presenciar aquests espectacles recorden que va conduir el públic en un frenètic espectacle tècnic enlluernador. Sempre el consumista showman, va aparèixer al programa "Soupy Sales TV" i va ballar el "Soupy Shuffle" millor que Soupy mentre tocava el saxofon.
A finals dels anys quaranta, Bostic va canviar d'estil per intentar amb èxit arribar a un públic més ampli. El nou so va incorporar el seu inconfusible rasp o grinyol, línies més curtes que en els seus enregistraments basats en jazz, l'èmfasi en un ritme ballable i una nova manera de afluxar"... el màxim valor rítmic possible de totes les notes i frases." Bostic va mostrar el nou enfocament en el seu hit "Temptation", que va assolir el Top Ten del quadre de R&B durant l'estiu de 1948. La incorporació de Gene Redd a les vibracions el 1950 va arrodonir el so Bostic i va utilitzar les vibracions en els seus grans èxits. com "Flamingo" el 1951. La versió de 1956 "On o Quan" presenta Bostic sonant a la gamma mitjana de l'instrument darrere d'un pes pesat i un baix grau i suposa una marcada sortida del seu enfocament a la mateixa melodia enregistrada en Gotham el 1947, que va mostrar el seu dolç "cantar" al registre superior amb percussions gairebé audibles. Bostic va demostrar que els instrumentals de saxo podien pujar a les llistes d'èxits i altres saxofonistes amb èxits com Boots Randolph i Stanley Turrentine han reconegut la seva fluència.
Al febrer de 1959 Bostic va ser votat al sax jazz número 2 al sondeig de Playboy sobre principals saxofonistes, com "Cannonball Adderley i Sonny Stitt". Va gravar una versió inimitable de "All The Things You Are" llançada al segell Playboy. L'agost de 1959 va actuar al famós Festival de Jazz de Playboy de Chicago amb la mateixa factura que les principals estrelles de jazz de l'època.
Bostic va discutir el seu plantejament per improvisar en una entrevista amb Kurt Mohr. "Per descomptat, sóc potser un dels pocs músics a qui els agrada els patrons de melodia simples i recurrents i, en tot el que interpreto, intento mantenir una línia de melodia bàsica en la meva ment i intento desenvolupar inversions i variacions significatives... M'agrada el blues bàsic... El blues ho té tot; qualitat rítmica bàsica, contingut líric genuí, estructura d'acords bàsica i bàsica i, potser, sobretot, personalitat. El blues i el jazz són inseparables."
La carrera discogràfica de Bostic va ser diversa i va incloure jazz basat en swing de grups reduïts, jazz de gran banda, jump blues, combos basats en òrgans i una cadena de comercials.